# Alex Moffat
Alexander Everett Moffat ( /'mɒfət/; Chicago, 25 de marzo de 1982) es un actor y comediante estadounidense. Moffat fue miembro del elenco de la serie de sketches de comedia de NBC Saturday Night Live, donde debutó como actor destacado durante la temporada 42 del programa en 2016, junto a Mikey Day y Melissa Villaseñor. Después de dos temporadas como actores destacados, los tres se convirtieron en miembros del elenco del repertorio en 2018, comenzando con la temporada 44 del programa. Moffat dejó SNL en 2022, después de seis años como miembro del elenco.

## Primeros años de vida
Moffat nació y creció en Chicago, Illinois, y se graduó de la escuela diurna North Shore Country en 2000. Posteriormente asistió a la Universidad Denison, donde se graduó en 2004.

## Carrera
Moffat comenzó su carrera cómica como improvisador con sede en Chicago y fue actor destacado en The Second City, ImprovOlympic, Annoyance Theatre y Zanies Comedy Club. En 2015, Moffat coprotagonizó junto a John Ashton el drama independiente Uncle John y, en 2016, se unió al elenco de Saturday Night Live.

### Saturday Night Live
Moffat hizo su debut en Saturday Night Live en el episodio del 1 de octubre de 2016 presentado por Margot Robbie con el invitado musical The Weeknd, junto a Mikey Day y Melissa Villaseñor. Moffat se convirtió en miembro del elenco del repertorio en 2018, comenzando con la temporada 44. En el episodio del 19 de diciembre de 2020, Moffat apareció al aire libre interpretando al presidente electo Joe Biden, asumiendo el papel de Jim Carrey. Dejó el programa al final de la temporada 47 en 2022, luego de seis años como miembro del elenco.

#### Impresiones de celebridades enSaturday Night Live
- Casey Affleck
- David Beckham
- Joe Biden
- Richard Branson
- Billy Bush
- Tucker Carlson
- Anderson Cooper
- Bill Cowher
- Willem Dafoe
- Mark Davis
- Steve Doocy
- Ross Duffer
- Al Franken
- Hugh Grant
- Kelsey Grammer
- Chuck Grassley
- Tom Green
- Kit Harington
- Chris Harrison
- Chris Hemsworth
- Phil Jackson
- Ernie Johnson Jr.
- Egils Levits
- Arie Luyendyk Jr.
- Paul Manafort
- Marc Maron
- Conor McGregor
- Gavin Newsom
- Beto O'Rourke
- Enrique Peña Nieto
- Joe Scarborough
- Adam Schiff
- Chuck Schumer
- Brady Skjei
- Eric Trump
- Guillermo de Gales[10]
- Glenn Youngkin[11]
- Geoff Zakarian [12]
- Mark Zuckerberg[13]

#### Personajes recurrentes enSaturday Night Live
- The Guy Who Just Bought a Boat («El tipo que acaba de comprar un barco»), un esnob que da consejos sobre citas y hace comentarios casuales sobre lo horrible que es su destreza sexual. Según el episodio de la temporada 43 presentado por Ryan Gosling, tiene un primo (interpretado por Gosling) conocido como The Guy who Just Joined Soho House («El tipo que acaba de unirse a Soho House»), que actúa de manera similar a él, y en la temporada 45, Ryan Reynolds interpretó a su hermano miembro de una fraternidad, The Guy Who Knows the Owner («El tipo que conoce al propietario»), en un cameo.[14][15]

## Vida personal
Está casado con Caroline Rau y su primera hija, Everett, nació en enero de 2021.

## Filmografía

### Cine
| Año  | Título                       | Papel        | Notas                                                                          |
| ---- | ---------------------------- | ------------ | ------------------------------------------------------------------------------ |
| 2015 | Uncle John                   | Ben          | Nominado - Mejor Actor - Festival de Cine Independiente del Medio Oeste (2015) |
| 2017 | Rachel                       | Ben          |                                                                                |
| 2018 | Ralph Breaks the Internet    | Jimmy (voz)  |                                                                                |
| 2019 | Someone Great                | Will         |                                                                                |
| 2020 | The Opening Act              | Chris Palmer |                                                                                |
| 2020 | Holidate                     | Peter        |                                                                                |
| 2021 | Dating and Nueva York        | Trent        |                                                                                |
| 2021 | Clifford, el gran perro rojo | Albert       |                                                                                |
| 2022 | Christmas with the Campbells | Shawn        |                                                                                |
| 2023 | 80 for Brady                 | Nat          |                                                                                |

### Televisión
| Año       | Título              | Papel                 | Notas                |
| --------- | ------------------- | --------------------- | -------------------- |
| 2016-2022 | Saturday Night Live | Varios                | 122 episodios        |
| 2018      | Billions            | Anthony Radaelli      | Episodio: «Kompenso» |
| 2020      | F is for Family     | Sandy Calabasas (voz) | 3 episodios          |
| 2023      | The Bear            | Josh                  | 4 episodios          |
| 2024      | Bad Monkey          | Evan Shook            | Papel recurrente     |

### Teatro
| Año  | Título      | Papel | Notas  |
| ---- | ----------- | ----- | ------ |
| 2023 | The Cottage | Clark | [ 17 ] |

### Pódcasts
| Año  | Título                                            | Papel | Notas        |
| ---- | ------------------------------------------------- | ----- | ------------ |
| 2020 | Heads Will Roll (Audible Original - Audio Comedy) | Odin  | 10 episodios |